# محاطة (جازان)
محاطة هي قرية سعُودية، تقعُ في منطقة جازان جنوب غرب المملكة العربية السعودية.

## المُناخ
مناخ قرية مَحَاطَة هو مُناخ يتميز بالاعتدال شتاءً حيث تصل درجة الحرارة إلى 18 درجة مئوية، أمّا الصيف فالمُناخ يكُون حار مصحوب بالرطوبة وتصل درجة الحرارة إلى حوالي 35 مئوية وتهب في فصل الصيف الرياح الموسمية مصحوبة بزوابع رملية طوال النهار وخاصة بعد الظهر حتى المساء وتسمى لدى السكان (الغبرة) وتشتد في بعض الأيام حيث يقل مدى الرؤية لساعات عديدة من النهار وقد تتكون الكثير من الكثبان الرملية بسبب هذه الرياح وهناك رياح محلية غير منتظمة تهب بصورة عنيفة لفترات قصيرة من الوقت وتكون هذه الرياح حارة جافة مصحوبة بسحب ترابية رملية. تَصِلُ نسبة رطوبة الهواء إلى 50% وتقل في الاتجاه شرقًا.
تسقط الأمطار في أواخر الصيف وأوائل الخريف وهي أمطار تضاريسية وهي ليست مُنتظمة ففي بعض السّنوات تسقط أمطار غزيرة تقوم عليها الزراعة، وفي بعض السّنوات تسقط أمطار قليلة لا تكفي لقيام الزراعة.

## انظُر أيضًا
- بخشة يمني
- القوة
- مدن السّعُودية
- مناطق السّعُودية

## مَرَاجِع
1. ↑  GeoNames (بالإنجليزية), 2005, QID:Q830106
2. ↑  الوكالة الوطنية للاستخبارات الجغرافية المكانية. جيونيمز database entry. (search) Accessed 12 May 2011. نسخة محفوظة 8 سبتمبر 2019 على موقع واي باك مشين.
3. ↑  الجمعية الجغرافية (1998). دليل المواقع الجغرافية بالمملكة العربية السعودية لمستخدمي النظام العالمي لتحديد المواقع GBS. العبيكان للنشر. ص. 137. ISBN:978-9960-05-827-6. مؤرشف من الأصل في 2020-01-10.
4. ↑  حصر الخدمات بالمدن والقرى بمنطقة جازان نسخة محفوظة 25 يناير 2020 على موقع واي باك مشين.